# ناتشرل بريدج
ناتشرل بريدج (بالإنجليزية: Natural Bridge)‏ هي مدينة أمريكية تقع في ولاية ألاباما.تبلغ مساحة هذه المدينة 1.1 (كم²)،ويبلغ عدد سكانها 28 نسمة حسب إحصاء سنة 2010 م.تشير الإحصاءات بأن الكثافة السكانية في هذه المدينة تقدر بـ(25.5) نسمة/كم2.